# Chojniki (województwo wielkopolskie)
Chojniki – wieś w Polsce położona w województwie wielkopolskim, w powiecie nowotomyskim, w gminie Nowy Tomyśl.
Przez Chojniki przepływa Szarka i potok Kościółek oraz przebiega droga wojewódzka nr 305.
Wieś ma genezę olęderską. W latach 1975–1998 miejscowość administracyjnie należała do województwa poznańskiego.
Przez Chojniki przebiega żółty znakowany szlak pieszy z Nowego Tomyśla do Sławy przez Wolsztyn.